# КК Перистери
КК Перистери (грч. Gymnastikos Syllogos Peristeriou KAE) је грчки кошаркашки клуб из Перистерија, предграђа Атине. У сезони 2019/20. такмичи се у Првoј лиги Грчке и у Лиги шампиона.

## Историја
Клуб је основан 22. октобра 1971. године. Први пут су се пласирали у Прву лигу Грчке 1983. године. Током 1990-их година клуб почиње да бележи добре резултате, и чак седам пута је учествовао у Купу Радивоја Кораћа. Тада су за тим наступали многи познати играчи као што су Марко Јарић, Милан Гуровић, Костас Царцарис и Алфонсо Форд. Године 2001, предвођени сјајним поентером Фордом, успели су да освоје друго место у регуларном делу грчког првенства. Тада клуб бележи и прве наступе у Евролиги у сезонама 2000/01. и 2001/02. 

## Успеси
- Суперкуп Грчке :
  - Финалиста (1): 2020.

## Познатији играчи
- Мајкл Брамос
- Андреас Глинијадакис
- Милан Гуровић
- Марко Јарић
- Вангелис Манцарис
- Алфонсо Форд
- Клифорд Хемондс
- Костас Царцарис

## Познатији тренери
- Драган Шакота